# 中判田站
中判田站（日语：／ Naka-Handa eki */?）是位於大分縣大分市大字中判田，九州旅客鐵道（JR九州）的豐肥本線車站。

## 歷史
站名「中判田」是取自於1875年（明治8年）成立的中判田村。在古代承平年間（931-938年）編纂的《和名抄》中出現了「判太鄉」地名，但是判太鄉的所在地不明。判太鄉和現時地名之間有一些說法是有關連的。在唐橋君山的《豐後國志》和《箋釋豐後風土記》有比較現時判田與判太鄉。在井上通泰的《豐後風土記新考》中，中判田村是判太鄉後來重新命名而成。
在1954年（昭和29年），每日設有14班蒸氣機車停靠此站，使用人次約3,000人以上。車站周邊設有劇院和商店。
- 1914年4月1日：犬飼輕便線大分至此站之間開通，此站啟用[6][2][7]。
- 1916年9月1日：犬飼輕便線此站至竹中站之間開通[8]

。
- 1928年（昭和3年）12月2日：路線改名為豐肥本線[2]。
- 1971年（昭和46年）10月1日：終止貨物起卸業務[9]。
- 1984年（昭和59年）11月1日：成為無人車站[10]。
- 1987年4月1日：隨國鐵分割民營化，車站由九州旅客鐵道（JR九州）營運[11][12][13]。
- 2012年（平成24年）12月1日：此站開始可以使用IC卡SUGOCA[14]。
- 2014年（平成26年）4月1日：紀念車站啟用100周年舉行了慶祝會[7][5]。
- 2017年（平成29年）
  - 9月17日：受到超強颱風泰利影響，阿蘇站至大分站之間整日暫停營運[15]。
  - 9月18日：此站至大分站之間重開[15]。
  - 9月19日：豐後竹田站至此站之間開設代行巴士服務[16][17]。
  - 9月22日：阿蘇站至三重町站之間重開，代行巴士服務縮短至此站至三重町站之間[18]。
  - 10月2日：三重町站至此站之間重開。代行巴士服務於前日完結[19]。

## 車站構造
車站是一座地面車站，設有1面2線的島式月台。車站大樓與月台之間設有跨線橋連接。大分站至此站之間的列車大約每1小時1班。車站附近的路軌需要經過大彎位。當初計劃大分方向的路軌會前進越過大野川，計劃在右岸通過，但是由於遭到反對，使路軌於大野川左岸通過。
此站是業務委託車站，委托了JR九州服務支援負責車站業務。此站沒有MARS終端，只有POS終端。此站設有自動售票機。此站可購買不記名式SUGOCA IC卡。豐後竹田方向至肥後大津站之間各站不可使用IC卡，除非在上述提及區間中途下車，否則可使用IC卡乘坐列車前往熊本方向。當初在2018年3月17日，此站至瀧尾站之間引入車站遠端資訊系統「ANSWER」，把此站成為無人車站。後來此站至敷戶站延遲了引入「ANSWER」。為了JR九州車站進行無障礙化工程，現時正在檢討引入「ANSWER」。

### 月台
| 月台 | 路線      | 上下行 | 方向         |
| ---- | --------- | ------ | ------------ |
| 1、2 | ■豐肥本線 | 上行   | 豐後竹田方向 |
| 1、2 | ■豐肥本線 | 下行   | 大分方向     |

## 使用狀況
在2019年度，1日平均乘車人次為842人。
| 乘車人次變化 | 乘車人次變化 |
| 年度         | 1日平均人次  |
| ------------ | ------------ |
| 2000年       | 1,152        |
| 2001年       | 1,151        |
| 2002年       | 1,115        |
| 2003年       | 1,116        |
| 2004年       | 1,125        |
| 2005年       | 1,050        |
| 2006年       | 1,098        |
| 2007年       | 1,037        |
| 2008年       | 1,050        |
| 2009年       | 1,003        |
| 2010年       | 986          |
| 2011年       | 998          |
| 2012年       | 1,014        |
| 2013年       | 1,066        |
| 2014年       | 976          |
| 2015年       | 1,012        |
| 2016年       | 950          |
| 2017年       | 932          |
| 2018年       | 864          |
| 2019年       | 842          |

## 車站周邊
車站周邊都是低層住宅區。車站與國道10號之間設有舊道，舊道上設有舊城區商店。車站附近設有國道10號 (日本)國道10號，近年在國道10號上開始開設商業設施。國道10號在此站附近設有分支前往大分南繞道。在地區內的丘陵地帶開始開發住宅團地，該處的人口顯著增加。
- 名勝、古蹟
  - [[戶次川之戰|戶次川原古戰場蹟}}[28]
- 公共設施
  - 大分縣立大分南高等學校（日语：大分県立大分南高等学校）
  - 大分市立判田中學（日语：大分市立判田中学校）
  - 大分市立判田小學（日语：大分市立判田小学校）
  - 大分市立判田幼稚園
  - 山葉幼稚園
  - 大分市曉保育所
  - 大分縣企業局（日语：大分県企業局）判田水廠
  - 判田郵局
- 住宅團地
  - 雲雀丘、杜鵑丘
  - 判田台
- 交通
  - 國道10號
  - 國道10號大分南繞道（日语：大分南バイパス (国道10号)）

## 相鄰車站
九州旅客鐵道（JR九州）
■豐肥本線
- 特急「九州横斷特急」停車站、「阿蘇Boy！」停車站

竹中－中判田－大分大學前

## 注腳
1. 1 2 3 4 5 6  . 週刊朝日百科. 38号 大分駅・由布院駅・田主丸駅ほか. 朝日新聞出版. 2013-05-12: 25 （日语）.
2. 1 2 3 4  曾根悟（監修）. 朝日新聞出版分冊百科編集部（編集） , 编. . 週刊朝日百科. 27号・豊肥本線／久大本線. 朝日新聞出版. 2010-01-24: 14–15 （日语）.
3. 1 2  . JR九州鐵道營業.   [2016-04-17]. （原始内容存档于2016年4月12日） （日语）.
4. ↑  豐後風土記新考 國立國會圖書館數碼化收藏
5. 1 2  中判田駅100周年祝賀会にぎわう JR豊肥線[]（日語） 讀賣新聞，2014年4月2日
6. ↑  日本《官報》第498號「鐵道院告示第23號」，內閣印刷局：1914年3月30日，第729頁：國立國會圖書館電子化資料。
7. 1 2  来月、中判田駅で開業100周年記念祝賀会 （页面存档备份，存于）（日語） 大分合同新聞，2014年3月11日
8. ↑  日本《官報》第1226號「鐵道院告示第38號」，大藏省印刷局：1916年8月30日，第682頁。
9. ↑  荘田啓介. . 大分合同新聞社. 1987-02: 314 （日语）.
10. ↑  . 大分合同新聞（朝刊） (大分合同新聞社). 1984-09-04: 15 （日语）.
11. ↑  九州鉄道百年祭実行委員会・百年史編纂部会 (编).  初版. 九州旅客鉄道. 1988: 181 （日语）.
12. ↑  『交通年鑑 昭和63年版』 交通協力會，1988年3月。
13. ↑  今村都南雄 『民営化の效果と現実NTTとJR』 中央法規出版，1997年8月。ISBN 978-4805840863
14. ↑  . 交通新聞 (交通新聞社). 2012-12-04: 1 （日语）.
15. 1 2   (PDF) (新闻稿). 國土交通省. 2017-09-18  [2017-09-23]. （原始内容 (pdf)存档于2017-09-23） （日语）. 鉄道関係
16. ↑  鉄道代行輸送についてのご案内PDF（日語）-九州旅客鐵道（2017年9月19日，同日參閲）
17. ↑  . 大分合同新聞. 2017-09-19: 11（夕刊） （日语）.
18. ↑  . Response. (株式会社イード). 2017-09-22  [2017-09-23]. （原始内容存档于2017-09-23） （日语）.
19. ↑   (PDF). 九州旅客鐵道. 2017-09-29  [2017-10-01]. （原始内容 (PDF)存档于2017-09-30） （日语）.
20. ↑  各駅停車・大分県歴史散歩 ふるさとの駅 (15) 滝尾・中判田PDF（日語） 梅木秀德，大分合同新聞社，2007年6月8日
21. ↑  JR九州SUGOCA｜運賃計算｜「SUGOCA」のカード内残額利用乗車の場合 （页面存档备份，存于）（日語）
22. ↑   (PDF). 九州旅客鐵道 (新闻稿). 2018-02-16  [2018-03-06]. （原始内容 (PDF)存档于2018-06-19） （日语）.
23. ↑  . 大分合同新聞. 2018-02-15  [2018-03-06]. （原始内容存档于2018-03-18） （日语）.
24. ↑  . 大分合同新聞. 2018-02-16  [2018-03-06]. （原始内容存档于2018-03-06） （日语）.
25. ↑   (PDF). 九州旅客鐵道.   [2020-12-27]. （原始内容 (PDF)存档于2020-08-24） （日语）.
26. ↑  大分縣統計年鑑
27. ↑  大分市統計年鑑
28. ↑  戸次川原古戦場跡（日語） 一般社團法人 大分市觀光協會

## 外部連結
- 中判田（車站資訊） - 九州旅客鐵道（日語）